# Lekkoatletyka na Igrzyskach Azjatyckich 2010
Lekkoatletyka na Igrzyskach Azjatyckich 2010 – zawody lekkoatletyczne rozegrane na Guangdong Olympic Stadium w Kantonie od 21 do 27 listopada.
W klasyfikacji medalowej zwyciężyły Chiny z dorobkiem 36 medali (w tym 13 złotych).

## Rezultaty
| AR – rekord kontynentu \| CR – rekord igrzysk \| NR – rekord kraju |
| PBrekord życiowy \| SB – najlepszy wynik w sezonie                 |

### Mężczyźni
| Konkurencja:                  | 1. miejsce                                                                                 | Rezultat      | 2. miejsce                                                                     | Rezultat     | 3. miejsce                                                                                 | Rezultat     |
| Bieg na 100 m                 | Lao Yi                                                                                     | 10,24         | Yasser Al-Nassiri                                                              | 10,26        | Barakat Al Harthi                                                                          | 10,28        |
| Bieg na 200 m                 | Femi Ogunode                                                                               | 20,43 PB      | Kenji Fujimitsu                                                                | 20,74        | Omar Juma Al-Salfa                                                                         | 20,83        |
| Bieg na 400 m                 | Femi Ogunode                                                                               | 45,12 PB      | Yūzō Kanemaru                                                                  | 45,32 SB     | Yousef Masrahi                                                                             | 45,71        |
| Bieg na 800 m                 | Sajjad Moradi                                                                              | 1:45,45 CR SB | Adnan Taees Akkar                                                              | 1:45,88 NR   | Abdulrahman Musaeb Bala                                                                    | 1:46,19 PB   |
| Bieg na 1500 m                | Mohammed Shaween                                                                           | 3:36,49 CR    | Sajjad Moradi                                                                  | 3:37,09 PB   | Belal Mansoor Ali                                                                          | 3:38,39      |
| Bieg na 5000 m                | Ali Hasan Mahboob                                                                          | 13:47,86 SB   | James Kwalia                                                                   | 13:48,55     | Felix Kibore                                                                               | 13:49,31 SB  |
| Bieg na 10 000 m              | Bilisuma S Gelassa                                                                         | 27:32,72 PB   | Essa Ismail Rashed                                                             | 27:33,09 SB  | Mahboob Ali Hassan                                                                         | 27:40,07 SB  |
| Bieg na 110 m przez płotki    | Liu Xiang                                                                                  | 13,09 CR SB   | Shi Dongpeng                                                                   | 13,38 SB     | Park Tae-kyong                                                                             | 13,48 NR     |
| Bieg na 400 m przez płotki    | Joseph G. Abraham                                                                          | 49,96 SB      | Bandar Yahya Al-Sharakili                                                      | 50,29        | Naohiro Kawakita                                                                           | 50,37        |
| Bieg na 3000 m z przeszkodami | Tareq Mubarak Taher                                                                        | 8:25,89 CR    | Thamer Kamal Ali                                                               | 8:26,27      | Ali Ahmed Al-Amri                                                                          | 8:30,96      |
| Sztafeta 4 × 100 m            | Chiny · Lu Bin · Liang Jiahong · Su Bintian · Lao Yi                                       | 38,78 NR      | Chińskie Tajpej · Wang Wen-tang · Liu Yuan-kai · Tsai Meng-lin · Yi Wei-chen   | 39,05 =NR    | Tajlandia · Poommanus Jankem · Wachara Sondee · Jirapong Meenapra · Sittichai Suwonprateep | 39,09 SB     |
| Sztafeta 4 × 400 m            | Arabia Saudyjska · Ismail Al Sibyani · Mohammed Al-Salhi · Hamed Al Bishi · Yousef Masrahi | 3:02,30 NR    | Japonia · Yusuke Ishitsuka · Kenji Fujimitsu · Hideyuki Hirose · Yūzō Kanemaru | 3:02,43 SB   | Chiny · Lin Yang · Deng Shijie · Chang Pengben · Liu Xiaosheng                             | 3:03,66 NR   |
| Chód na 20 km                 | Wang Hao                                                                                   | 1:20:50 SB    | Chu Yafei                                                                      | 1:21:57      | Kim Hyun-sub                                                                               | 1:22:47      |
| Chód na 50 km                 | Si Tianfeng                                                                                | 3:47:04 CR SB | Li Lei                                                                         | 3:47:34 PB   | Kōichirō Morioka                                                                           | 3:47:41 PB   |
| Maraton                       | Ji Young-jun                                                                               | 2:11:11       | Yukihiro Kitaoka                                                               | 2:12:46      | Mubarak Hassan Shami                                                                       | 2:12:53      |
| Skok w dal                    | Kim Deok-hyeon                                                                             | 8,11 SB       | Su Xiongfeng                                                                   | 8,05         | Hussein Taher Al-Sabee                                                                     | 7,96 SB      |
| Trójskok                      | Li Yanxi                                                                                   | 16,94 SB      | Jewgienij Ektow                                                                | 16,86 SB     | Shuo Cao                                                                                   | 16,84        |
| Skok wzwyż                    | Mutaz Essa Barshim                                                                         | 2,27          | Hiromi Takahari                                                                | 2,23 PB      | Rashid Ahmed Al-Mannai Huang Haiqiang Witalij Cykunow                                      | 2,19         |
| Skok o tyczce                 | Yang Yansheng                                                                              | 5,50          | Leonid Andreev Kim Yoo-suk                                                     | 5,30         |                                                                                            |              |
| Pchnięcie kulą                | Sultan Abdulmajeed Al-Hebshi                                                               | 20,57 SB      | Zhang Jun                                                                      | 19,59        | Chang Ming-huang                                                                           | 19,48        |
| Rzut dyskiem                  | Ehsan Hadadi                                                                               | 67,99 CR      | Ahmed Mohamed Dheeb                                                            | 64,56 NR     | Mohammad Samimi                                                                            | 63,46        |
| Rzut młotem                   | Dilszod Nazarow                                                                            | 76,44         | Kaveh Mousavi                                                                  | 68,90        | Hiroaki Doi                                                                                | 68,72        |
| Rzut oszczepem                | Yukifumi Murakami                                                                          | 83,15 PB      | Park Jae-myong                                                                 | 79,92        | Rinat Tarzumanov                                                                           | 79,65        |
| Dziesięciobój                 | Dmitrij Karpow                                                                             | 8026 pkt. SB  | Kim Kun-woo                                                                    | 7808 pkt. SB | Vũ Văn Huyện                                                                               | 7755 pkt. NR |

### Kobiety
| Konkurencja:                  | 1. miejsce                                                                                          | Rezultat      | 2. miejsce                                                                               | Rezultat    | 3. miejsce                                                                     | Rezultat    |
| Bieg na 100 m                 | Chisato Fukushima                                                                                   | 11,33         | Guzel Khubbieva                                                                          | 11,34 SB    | Vũ Thị Hương                                                                   | 11,43       |
| Bieg na 200 m                 | Chisato Fukushima                                                                                   | 23,62         | Vũ Thị Hương                                                                             | 23,74       | Guzel Khubbieva                                                                | 23,87 SB    |
| Bieg na 400 m                 | Olga Tierieszkowa                                                                                   | 51,97 SB      | Asami Chiba                                                                              | 52,68       | Marina Maslonko                                                                | 52,70       |
| Bieg na 800 m                 | Margarita Macko                                                                                     | 2:00,29 PB    | Trương Thanh Hằng                                                                        | 2:00,91 NR  | Tintu Luka                                                                     | 2:01,36     |
| Bieg na 1500 m                | Maryam Yusuf Jamal                                                                                  | 4:08,22       | Trương Thanh Hằng                                                                        | 4:09,58 PB  | Mimi Gebregeiorges                                                             | 4:10,42     |
| Bieg na 5000 m                | Mimi Gebregeiorges                                                                                  | 15:15,59 PB   | Preeja Sreedharan                                                                        | 15:15,89 NR | Kavita Raut                                                                    | 15:16,54 PB |
| Bieg na 10 000 m              | Preeja Sreedharan                                                                                   | 31:50,47 NR   | Kavita Raut                                                                              | 31:51,44 PB | Shitaya Eshete Habtegebrel                                                     | 31:53,27 NR |
| Bieg na 3000 m z przeszkodami | Sudha Singh                                                                                         | 9:55,47 NR CR | Jin Yuan                                                                                 | 9:55,71     | Minori Hayakari                                                                | 10:01,25    |
| Bieg na 100 m przez płotki    | Lee Yeon-kyung                                                                                      | 13,23         | Natalja Iwoninskaja                                                                      | 13,24       | Sun Yawei                                                                      | 13,27       |
| Bieg na 400 m przez płotki    | Ashwini Chidananda Akkunji                                                                          | 56,15 PB      | Wang Xing                                                                                | 56,76       | Satomi Kubokura                                                                | 56,83       |
| Sztafeta 4 × 100 m            | Tajlandia · Phatsorn Jaksuninkorn · Neeranuch Klomdee · Laphassaporn Tawoncharoen · Nongnuch Sanrat | 44,09         | Chiny · Tao Yujia · Liang Qiuping · Jiang Lan · Ye Jiabei                                | 44,22 SB    | Japonia · Mayumi Watanabe · Momoko Takahashi · Yumeka Sano · Chisato Fukushima | 44,41 SB    |
| Sztafeta 4 × 400 m            | Indie · Manjeet Kaur · Ashwini Chidananda Akkunji · Sini Jose · Mandeep Kaur                        | 3:29,02       | Kazachstan · Marina Maslonko · Wiktorija Jałowcewa · Margarita Macko · Olga Tierieszkowa | 3:30,03 NR  | Chiny · Zheng Zhihui · Tang Xiaoyin · Lin Chen · Chen Jingwen                  | 3:30,89 SB  |
| Chód na 20 km                 | Liu Hong                                                                                            | 1:30:06 CR SB | Masumi Fuchise                                                                           | 1:30:34     | Li Yanfei                                                                      | 1:32:34     |
| Maraton                       | Zhou Chunxiu                                                                                        | 2:25:00 SB    | Zhu Xiaolin                                                                              | 2:26:35 SB  | Kim Kum-ok                                                                     | 2:27:06     |
| Skok w dal                    | Jung Soon-ok                                                                                        | 6,53 SB       | Olga Rypakowa                                                                            | 6,50 SB     | Yuliya Tarasova                                                                | 6,49        |
| Trójskok                      | Olga Rypakowa                                                                                       | 14,78 CR      | Xie Limei                                                                                | 14,18       | Thitima Muangjan                                                               | 13,85       |
| Skok wzwyż                    | Svetlana Radzivil                                                                                   | 1,95 PB       | Nadejda Dusanova                                                                         | 1,93        | Anna Ustinowa                                                                  | 1,90        |
| Skok o tyczce                 | Li Caixia                                                                                           | 4,30          | Li Ling                                                                                  | 4,30        | Tomomi Abiko                                                                   | 4,15        |
| Pchnięcie kulą                | Li Ling                                                                                             | 19,94 PB      | Gong Lijiao                                                                              | 19,67       | Lee Mi-young                                                                   | 17,51       |
| Rzut dyskiem                  | Li Yanfeng                                                                                          | 66,19 CR PB   | Song Aimin                                                                               | 64,04 SB    | Krishna Poonia                                                                 | 61,94       |
| Rzut młotem                   | Zhang Wenxiu                                                                                        | 72,84         | Wang Zheng                                                                               | 68,17       | Yuka Murofushi                                                                 | 62,94       |
| Rzut oszczepem                | Yuki Ebihara                                                                                        | 61,56 NR CR   | Xue Juan                                                                                 | 58,72       | Li Lingwei                                                                     | 57,61       |
| Siedmiobój                    | Yuliya Tarasova                                                                                     | 5783 pkt.     | Yuki Nakata                                                                              | 5606 pkt.   | Pramila Gudandda                                                               | 5415 pkt.   |

## Rekordy
Podczas zawodów ustanowiono 41 krajowych rekordów w kategorii seniorów:
| Zawodnik                                                                     | Reprezentacja                | Konkurencja                   | Rezultat |
| ---------------------------------------------------------------------------- | ---------------------------- | ----------------------------- | -------- |
| Barakat Al-Harthi                                                            | Oman                         | bieg na 100 m                 | 10,26    |
| Omar Juma Al-Salfa                                                           | Zjednoczone Emiraty Arabskie | bieg na 200 m                 | 20,63    |
| Adnan Taees Akkar                                                            | Irak                         | bieg na 800 m                 | 1:45,88  |
| Sajjad Moradi                                                                | Iran                         | bieg na 1500 m                | 3:37,09  |
| Agus Prayogo                                                                 | Indonezja                    | bieg na 5000 m                | 14:04,29 |
| Qais Salim Al-Mahrooqi                                                       | Oman                         | bieg na 5000 m                | 14:18,96 |
| Agus Prayogo                                                                 | Indonezja                    | bieg na 10 000 m              | 29:25,77 |
| Jumrut Rittidet                                                              | Tajlandia                    | bieg na 110 m przez płotki    | 13,82    |
| Oudomsack Chanthavong                                                        | Laos                         | bieg na 110 m przez płotki    | 15,66    |
| Park Tae-kyong                                                               | Korea Południowa             | bieg na 110 m przez płotki    | 13,48    |
| Jumrut Rittidet                                                              | Tajlandia                    | bieg na 110 m przez płotki    | 13,81    |
| Mohd Fadlin Suryo Agung Wibowo Farrel Octaviandi Franklin Burumi             | Indonezja                    | sztafeta 4 x 100 m            | 39,78    |
| Lu Bin Liang Jiahong Su Bingtian Lao Yi                                      | Chiny                        | sztafeta 4 x 100 m            | 38,78    |
| Wang Wen-tang Liu Yuan-kai Tsai Meng-lin Yi Wei-chen                         | Chińskie Tajpej              | sztafeta 4 x 100 m            | 39,05    |
| Ismail Al-Sabani Mohammed Al-Salhi Hamed Hamadan Al-Bishi Youssef Al-Masrahi | Arabia Saudyjska             | sztafeta 4 x 400 m            | 3:02,30  |
| Lin Yang Deng Shijie Chang Pengben Liu Xiaosheng                             | Chiny                        | sztafeta 4 x 400 m            | 3:03,66  |
| Ahmed Mohamed Dheeb                                                          | Katar                        | rzut dyskiem                  | 64,56    |
| Vũ Văn Huyện                                                                 | Wietnam                      | dziesięciobój                 | 7755 pkt |
| Lim Jung-hyun                                                                | Korea Południowa             | chód na 50 km                 | 3:53:24  |
| Greta Taslakian                                                              | Liban                        | bieg na 100 m                 | 11,84    |
| Lam Ka Im                                                                    | Makau                        | bieg na 200 m                 | 25,89    |
| Lam Ka Im                                                                    | Makau                        | bieg na 400 m                 | 57,69    |
| Trương Thanh Hằng                                                            | Wietnam                      | bieg na 800 m                 | 2:00,91  |
| Trương Thanh Hằng                                                            | Wietnam                      | bieg na 1500 m                | 4:09,58  |
| Mariam Abdullah Mubarak                                                      | Zjednoczone Emiraty Arabskie | bieg na 1500 m                | 4:19,99  |
| Preeja Sreedharan                                                            | Indie                        | bieg na 5000 m                | 15:15,89 |
| Viktoriya Polyudina                                                          | Kirgistan                    | bieg na 5000 m                | 15:29,28 |
| Kanchhi Maya Koju                                                            | Nepal                        | bieg na 5000 m                | 16:49,98 |
| Luvsanlkhundeg Otgonbayar                                                    | Mongolia                     | bieg na 5000 m                | 17:00,32 |
| Preeja Sreedharan                                                            | Indie                        | bieg na 10 000 m              | 31:50,47 |
| Shitaye Eshete                                                               | Bahrajn                      | bieg na 10 000 m              | 31:53,27 |
| Triyaningsih                                                                 | Indonezja                    | maraton                       | 2:31:49  |
| Lishan Dula                                                                  | Bahrajn                      | maraton                       | 2:33:56  |
| Sudha Singh                                                                  | Indie                        | bieg na 3000 m z przeszkodami | 9:55,67  |
| Karima Saleh Jassem                                                          | Bahrajn                      | bieg na 3000 m z przeszkodami | 10:05,60 |
| Sepideh Tavakoli                                                             | Iran                         | bieg na 100 m przez płotki    | 14,95    |
| Dedeh Erawati                                                                | Indonezja                    | bieg na 100 m przez płotki    | 13,20    |
| Lê Thị Mộng Tuyền Lê Ngọc Phượng Nguyễn Thị Ngọc Thắm Vũ Thị Hương           | Wietnam                      | sztafeta 4 x 100 m            | 44,77    |
| Marina Maslenko Viktoriya Yalovtseva Margarita Matsko Olga Tierieszkowa      | Kazachstan                   | sztafeta 4 x 400 m            | 3:30,03  |
| Lin Chia-ying                                                                | Chińskie Tajpej              | pchnięcie kulą                | 17,06    |
| Li Wen-hua                                                                   | Chińskie Tajpej              | rzut dyskiem                  | 55,42    |
| Yuki Ebihara                                                                 | Japonia                      | rzut oszczepem                | 61,56    |
| Sepideh Tavakoli                                                             | Iran                         | siedmiobój                    | 4845 pkt |